# Arquitetura imaterial

## Arquitetura pela Luz, vidro e suas formas
A luz é a peça formadora e delimitadora do espaço material. As percepções visuais e sensoriais que nela e sobre ela se formam, transformam a forma de ver a arquitetura. Do vidro às novas tecnologias de iluminação, de Tadao Ando a Toyo Ito e suas diferentes formas de projetar a luz, para que se produza, enfim, uma arquitetura além do concreto, uma arquitetura imaterial.

## Uma herança moderna
Herança dos princípios modernistas, o vidro é o primeiro material de transformação imaterial do espaço. Quando a estrutura se separa da vedação,
rompe-se também a divisão dos locais construídos e com isso inicia-se um processo de transparência, de desmaterialização da própria arquitetura. Esta deixa de ser um ponto estritamente material, para avançar para o campo do imaterial, do que se pode fazer com a luz, com a transparência e porque não, com a sobreposição de ambas.
Com o avançar dos anos, da tecnologia e da modernidade superada, essa imaterialidade deixa de ser apenas campo da transparência, alcançando também
um caráter midiático e virtual. O vidro não é mais a única forma de transformar os espaços, ele agora divide espaços com a luz, com os computadores e itens que geram um movimento e uma alteração na percepção visual, como é desenvolvido por Montaner, em estudos sobre Peter Eismann, Rem Koolhaas e Ignasi de Solà-Morales.
"Os lugares já não são interpretados como recipientes existenciais permanentes, mas entendidos como intensos focos de acontecimentos, concentrações de dinamismo, torrentes de fluxos de circulação, cenários de fatos efêmeros, cruzamentos de caminhos, momentos energéticos". 

## Reflexos dessa desmaterialização
Mesmo após a luz artificial controlar o espaço de forma coordenada, os princípios da desmaterialização se encontram em sua forma bruta na ‘Church of the Light’ de Tadao Ando (1987-1989), que transformam um volume retangular de concreto em uma simbologia religiosa mais forte do que o próprio espaço
arquitetônico. 
Jean Nouvel (arquiteto francês, 1945- ) que “[...] tendo como objetivo, com instrumentos originais, a mesma combinação de acabamento tecnológico e
compreensão individual dos lugares [...]”  tem-se por exemplo, o Instituto do Mundo Árabe, de 1981-1987, um edifício que inclui em seu interior, todos os tipos de atividades culturais relacionadas ao mundo árabe, como salas de exposições, biblioteca, salas de vídeo, salas de conferências, auditório, restaurante, oficinas, além de serviços culturais, e que como partido arquitetônico, extrai da herança árabe as formas dos muxarabis (aberturas em formato de arabescos que originalmente permitem ventilação e entrada natural de luz. Pode ser um equivalente dos nossos cobogós) que trabalhando a luz como forma de textura interna inexistente, tem como objeto de estudo Leonardo Benevolo, suas obras iniciais, estudo esse que se inclui a obra citada.

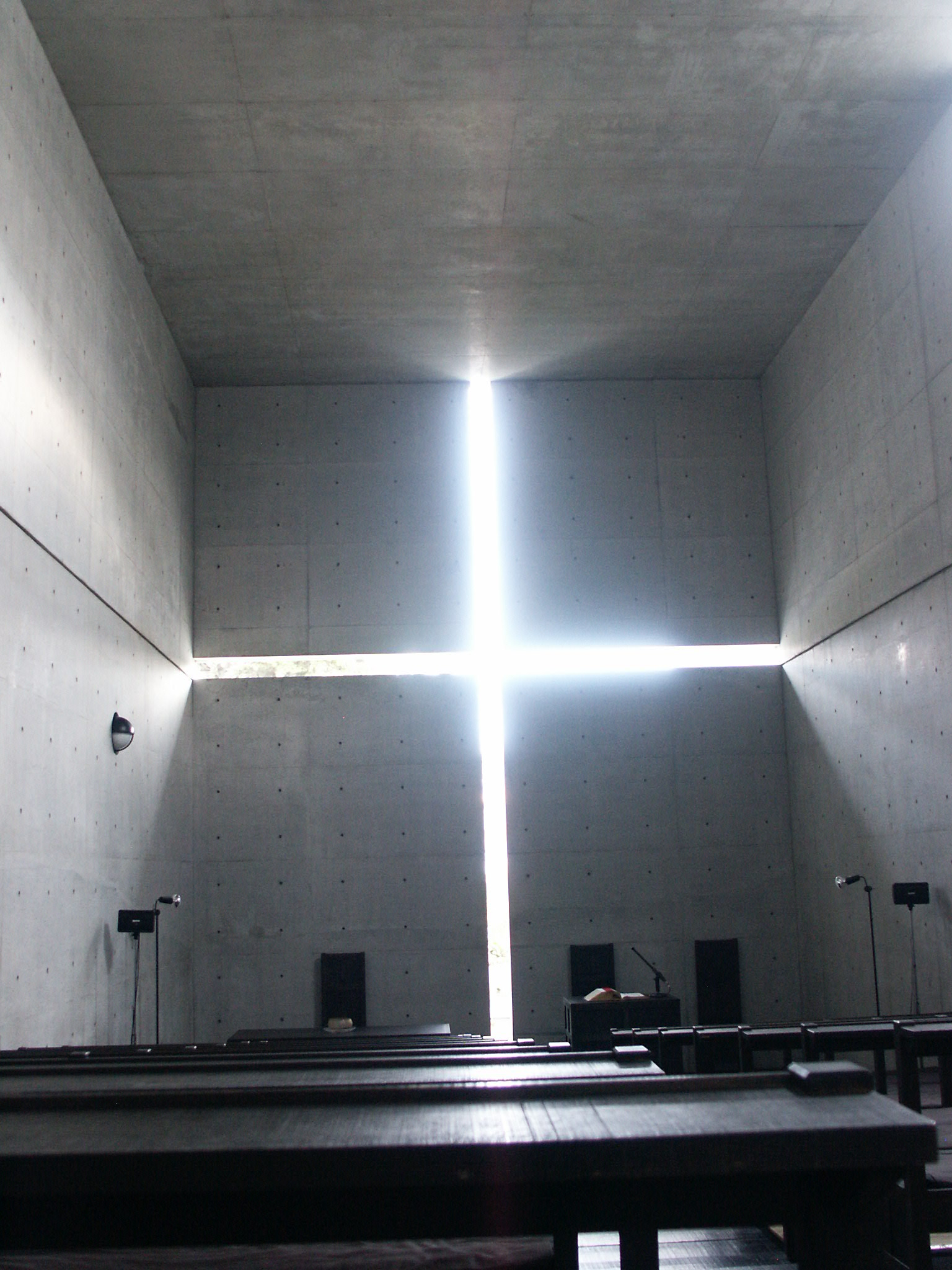
Figura 1. Church of the Light, 1987-1989, Tadao Ando.

Nesses primeiros trabalhos, Nouvel exprime com segurança um de seus propósitos prediletos: a transformação do edifício em um conjunto de texturas transparentes até quase tocar a imaterialidade. O objetivo é uma ilusão não virtual, mas experimental, que está inteiramente do lado da realidade e torna-se um recurso da vida cotidiana, não do devaneio. 
Nesse grande edifício em Paris, Nouvel trabalha a entrada de luz natural com diafragmas de aberturas variáveis, controlados por sensores fotovoltaicos de tamanhos e formas diversas presentes na fachada, formando no ambiente interno, uma grande textura “inexistente”, transformando piso, paredes e até mesmo as pessoas que ali circulam.
A Fundação Cartier, um espaço criado por Jean Nouvel para se dedicar à arte contemporânea e ao descobrimento de novos artistas. A proposta de Alain
Dominique Perrin (Presidente da fundação) era a de criar um local que tivesse como pilar mestre a valorização da arte e o reconhecimento do novo. De encontro com isso, foi criado uma edificação em estrutura metálica, com vedos em vidro e uma relação direta com a natureza.
Ele faz um jogo com o dentro e o fora; a luz, a sombra e a transparência; a natureza preza (entre os vidros) e livre (no entorno do lote). Esse conjunto faz o espectador querer observar o prédio de dentro e de fora.
A luz observada em diferentes horas do dia nos faz refletir sobre a importância que Nouvel deixa claro em um de seus principais pontos: a ampliação da dimensão do espaço em relação ao entorno. De dia, reflete a iluminação natural e de noite vira um marco, graças a iluminação artificial.
"A arquitetura é um jogo sábio, correto e magnifico dos volumes reunidos sob a luz." (Le Corbusier, 1923, p. 13)
Pode-se traçar um paralelo com o estudo de Reyner Banham, Well –Tempered Envionment, que examina a forma como serviços mecânicos na construção e criação do projeto devem levar em consideração o local onde será implantado e as atividades humanas, a forma como as pessoas vão reagir dentro e fora do lugar.
“ [...] O espaço é um lugar praticado.” 
Observando a forma como as pessoas se relacionam com o local, é possível entender o uso do vidro como material predominante junto à estrutura metálica. Essa combinação foi pensada a partir da ideia do presidente da instituição, Alain Dominique Perrin, que era aproximar o público de tudo que fosse acontecer no local, pois acreditava na importância do “novo” e como isso poderia chegar e impressionar os espectadores. A fundação Cartier foi pensada, acima de tudo, para receber e conhecer novos artistas e para reconhecer outras características de artistas já conhecidos.
Em um contexto mais geral, ao longo da época pós-moderna, passou-se de uma visão totalizadora e monolítica [...], baseada em modelos, na vontade de restaurar o domínio público na cidade, na admiração pelo projeto racional e social do iluminismo e na empatia pelas totalidades perdidas, a uma situação em que, desde a década de 1990, tem-se
enfatizado a pluralidade, a sensibilidade pelas minorias, a aceitação de vozes diferentes (mulheres, idosos, crianças, homossexuais, marginalizados etc.). 

### Nouvel em entrevista a Giuseppe Pullara
"No século passado, a engenharia era a expressão direta dos materiais de construção. Agora, os melhores engenheiros fazem com que os materiais sejam misteriosos, que sejam esquecidos em benefício das formas. Mas toda realização nasce de seu trabalho em comum. Hoje, certamente, a técnica cada vez mais liberta as formas do projeto do condicionamento dos materiais. Também no construir há uma espécie de darwinismo que cria novas espécies arquitetônicas. Hoje o arquiteto tem à disposição muitos meios e materiais novos que permitem combinar técnicas tradicionais e novíssimas: eis a modernidade da arquitetura. Cabe ao arquiteto utilizar esses instrumentos para dar um sentido preciso à sua obra. Esses são os anos de um renascimento para a arquitetura. Quanto ao futuro, je n’em sais pas, eu não sei." 

## A luz na criação de formas e lugares
Baseando nos conceitos “abstratos” do movimento moderno, suas obras distinguem-se por uma estética altamente original e pela clareza de suas formas arquitetônicas. Mais do que isso, porém, ao empregar as idéias e o suporte teórico da ciência moderna em sua arquitetura, o arquiteto avança além da própria arquitetura moderna, repensando-o continuamente e criando edifícios que o transcendem. 
A arquitetura imaterial surge como paradoxo da ocupação espacial, valendo-se da desmaterialização dos elementos estruturais a partir da luz, provocando efeitos visuais e dinâmicos notáveis. Na obra de Toyo Ito, a interação entre estruturas e luzes resulta em diferentes aparências sobre a mesma edificação ao longo do dia, o que pode ser visualizado na Midiateca de Sendai, obra realizada entre 1995 e 2001.
O vidro que compõe o entorno de todo o edifício se mistura com a luz ambiente gerando uma reflexibilidade e, ao mesmo tempo, interação com o ambiente externo, além de transformar o edifício em um local com movimento constante, sempre aberto a novas interpretações de usuários e visitantes. Durante a noite, iluminado com as luzes internas, assemelha-se a uma grande “lanterna”, da mesma forma que define os níveis do edifício e delimita o espaço.
Sobre a dinâmica, destaca-se a constante interação entre homem e espaço, ficando submetida à subjetividade individual dos ocupantes e utilizadores do espaço. Nas palavras de Toyo Ito, “[...] torna-se possível uma estrutura multidimensional, com múltiplas camadas, para onde as pessoas podem vir com diferentes, e que cada um pode usufruir de diferentes formas.” 
A arquitetura imaterial é como o estado físico transfigurado pela sinestesia que se desdobra na metáfora subliminar de sua aplicação, mantendo a informalidade em seus padrões, julgar suas reações de apoio é tão falho quanto ficar indiferente a ela, o ser e estar promovidos pela sinestesia que o objeto edificado exala entre seus sucessos projetuais visíveis ora palpáveis ora impalpáveis, por um lado, se fossem materiais apenas, não disponibilizariam tantas conclusões, alojadas na construção de uma materialidade outra que se desfaz e se constrói em si mesma, transformada por sensações exatas, possibilitadas única e separadamente pela tecnologia aliada à arquitetura, única por conter tais fundamentos, e separadamente por conceber infindáveis possibilidades plurais em seu desdobro. 

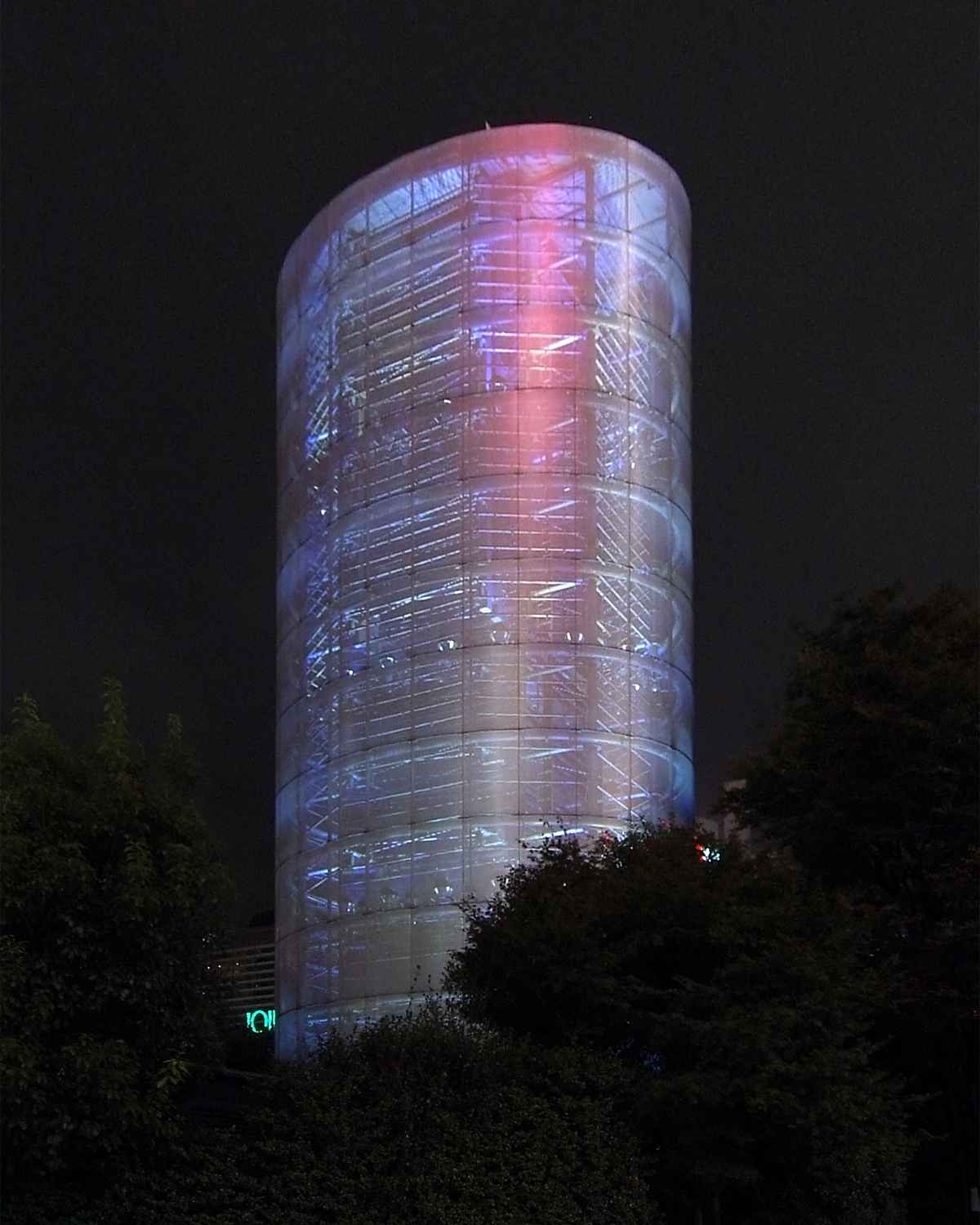
Figura 2. Torre dos Ventos, 1986, Toyo Ito

A arquitetura conceitual que procura simultaneamente expressar os mundos físico e virtual fica latente em tal imaterialidade como a existente na Torre dos Ventos1 e mesmo já passadas quase três décadas, Toyo Ito2 traz desde esse, que foi um de seus primeiros projetos, a linguagem que o tornou digno do Prêmio Pritzker em 2013, ao entrelaçar a cidade e seus desdobráveis diálogos com as possibilidades da arquitetura tecnológica e um infindável enlace epitalâmico entre o natural e o objeto edificado, percebe-se o papel que o espaço ocupa quando é pensado para não o ocupar. As 1300 lâmpadas, 12 anéis de neon e 30 holofotes alocados na base da torre ao tardar das horas culminam numa linguagem visual que traduz o som e o vento retratando uma representação direta e dinâmica do ambiente temporal construído pelas formas singulares e de profunda maestria coreográfica os intempéries dos realces da insubordinada razão de seu próprio existir.
Toyo Ito não considera que a arquitetura possa se reduzir a formas e linguagens, mas a interpreta como um processo de criação de fenômenos ambientais, outorgando a cada edifício uma atmosfera própria, concebendo a sua arquitetura de interiores como a experiência de percurso de um jardim de sensações [...] 
Qualquer aplicação usual seria passível ao seu uso, mesmo, a condenação de ter em si, a função de abrigo para o sistema de utilidades de um comércio local e suas torres de resfriamento. Durante o dia, sua superfície reflexiva, que cobre o núcleo de aço, reflete a cidade fazendo dela, ela mesma, criando quadros em um skyline que não mais será o mesmo em tempos onde a ideia não havia sido alcançada pela tecnologia. Nem mesmo Andrónico de Cirrus em sua torre de mármore e dispondo de oito deuses, possibilitou tal comunhão de formas em tão distintas horas quando foi contemplada ao nascer em solos pertencentes à Ágora de Atenas, mesmo sem parâmetros de escalas, formas, partidos ou tecnologias, o que passeia entre o véu iluminado pelo abstrato, o soprar modelador de uma urbe outra que não se deixa esquecer, é que o criar mitológico pode ser não só o ser da figura humana perdida entre deuses e heróis, mas também a natureza do mundo edificada. Fazer de suas origens o significado de seu próprio fundamento, mesmo que infundamentada pela razão, mas fundamentada por seu próprio estar, do seu próprio porque.
As cores estimulam a forma, excluindo e criando espaços, abstraindo qualquer peso, fazendo com que os vazios que compõem as formas e a massa, ganhem tons sublimes, criando uma dicotomia dos objetos o entorno imediato que ofuscados pela iluminação a aplicada a outra, se tornam edificações fugazes, que deixam de semear em si seus tons de viver excluindo e criando formas, sentimentos e sensações que na torre já não pertencem a um ou a outro, mas ao meio em que participa e dialoga aos quatro ventos.